# کرامه، حماة
کرامه (به عربی: الکرامة) یک روستا در سوریه است که در ناحیه مرکزی سقیلبیه واقع شده‌است. کرامه ۲۱۸ نفر جمعیت دارد.